# Natalie Bookchin
Natalie Bookchin es una artista estadounidense, de Brooklyn, Nueva York, especialmente conocida por su labor en medios digitales así como por teorizar el espacio de Internet como un sitio para la producción de arte. Su trabajo más reciente incluye videos e instalaciones de video que muestrean y archivan flujos de datos de cámaras de seguridad privadas, proporcionando retratos inusuales de paisajes globales.
Fue becaria Guggenheim en 2001 y 2002. Su obra se exhibe en instituciones como el PS1 del MoMA, el Museo de Arte Contemporáneo de Massachusetts, la Tate, el Mass MOCA, el Walker Art Center, el Museo de Arte Contemporáneo de Barcelona, el KunstWerke de Berlín, la Fundación Generali de Viena, el Centro de Arte Walker, el Museo Whitney de Arte Estadounidense y el Shedhale de Zúrich. Asimismo ha recibido varios premios como el Creative Capital o el California Arts Council y otros de instituciones como la Guggenheim Foundation, la Durfee Foundation o el Center for Cultural Innovation.
En sus trabajos Bookchin explora las principales consecuencias del impacto de Internet y las tecnologías digitales en disciplinas como la estética, el trabajo, el ocio y la política. También se pregunta por la crisis americana y su creciente desigualdad y polarización. Para ello realiza vídeos donde retrata a personas que están socialmente marginadas. Cada uno de ellos ofrece una reflexión o historia narrada colectivamente; en algunos casos, la proclamación de un tópico como el desempleo, la identidad sexual o la psicofarmacología. De ese modo la artista da visibilidad a la voz que hay detrás de cada una de las vidas ajenas y situaciones personales, y mediante su discurso las legitima. En todos los casos la artista indaga en las expresiones contemporáneas del self enmarcadas en la economía compartida actual.
Bookchin recibió una licenciatura de la Universidad Estatal de Nueva York en Purchase, en 1984, y una maestría en fotografía del Instituto de Arte de Chicago en 1990. Es profesora de medios y presidenta asociada en el Departamento de Artes Visuales de la Escuela de Artes Mason Gross de la Universidad de Rutgers.
En 2015 fue nombrada Presidenta Asociada del Departamento de Artes Visuales en la Escuela de Artes Rutgers Mason Gross. Anteriormente fue codirectora del Programa de Fotografía y Medios en el Instituto de Artes de California y profesora en la Universidad de California, San Diego.

## Obras
- The Intruder web project (1999): juego de arte híbrido, narrativo e interactivo basado en una página web que fusiona juegos de ordenador y literatura basada en la novela de 1966 "La intrusa" de Jorge Luis Borges.[1]
- BioTaylorism (2000): presentación de PowerPoint en colaboración con Jin Lee.[2]
- Homework (1997): proyecto en línea colaborativo que Bookchin desarrolló con estudiantes y colegas.[3]
- Marking Time (1997): instalación que presenta la historia de tres prisioneros de Arkansas cuatro días antes de su muerte.[4]
- <net.net.net> (1990-2000): serie de lecturas y workshops sobre arte, activismo e Internet en Cal Arts, MOCA de Los Ángeles y Tijuana.[5]
- agoraXchange (2004-2008): proyecto creado junto a Jackie Stevens y comisionado por la Tate Online.[6]
- Metapet (2003): juego en línea comisionado por Creative Time en asociación con HAMACA. La versión beta fue lanzada al Museum of Contemporary Art de Los Ángeles.[7]
- Round the World (2007): instalación de cuatro canales de video que proyecta imágenes de webcam desde todo el mundo en cuatro pantallas/muros acompañadas de un tour ficcional narrado por Thomas Edison en 1988. Esta instalación de vídeo es parte de la serie de cámaras de seguridad de Bookchin: Network Movies (2005-2007).[8]
- Zorns Lemma2 (2007, 12 min.): remake mudo sobre Hollis Frampton's Zorns Lemma (1970).[9]
- All That Is Solid (Location Insecure) (2006, 10.5 min.): video de un solo canal que compila extractos de cámaras de seguridad privadas (encontradas a través de hacks). Este video es parte de la serie de cámaras de seguridad de Bookchin: Network Movies (2005-2007).
- Parking Lot (2008, 12-13 min.): video compilación de varios espacios de estacionamiento.[10]
- trip (2008, 63 min.): video que compila extractos de varios clips sobre viajes de YouTube.[11]
- Mass Ornament (2009): instalación de un único canal que muestra centenares de clips sobre baile de YouTube. El trabajo fue titulado després de la obra "The Mass Ornament" de Siegried Kracauer.[12]
- Testament (2009): instalación de video de cuatro canales que complia extractos de video blogs.[13]
- Now he's out in public and everyone can see (2012): instalación de video que compila centenares de video blogs sobre escándalos en los medios que rodean a una de las cuatro figuras públicas afroamericanas.[14]
- Long Story Short (2016): video instalación, documental y proyecto web que discute la experiencia de la pobreza en EUA.[15]
- Now he's out in public and everyone can see (2017): segunda instalación de video con este mismo título que compila centenares de video blogs sobre escándalos en los medios que rodean a una de las cuatro figuras públicas afroamericanas.